# 바람은 소망하는 곳으로 분다
《바람은 소망하는 곳으로 분다》는 2015년 3월 20일 KBS 드라마 스페셜에서 방영한 드라마이다.

## 줄거리
신분을 숨긴 채 40년을 살아온 탈옥수 3명과 그들을 쫓는 형사의 이야기를 다룬 정통 미스터리 스릴러.

## 등장 인물

### 형사쪽 인물들
- 김영철 : 조성기 역 - 퇴직 형사
- 유대준 : 양구병 역 - 강력계 형사
- 최성원 : 강형사 역 - 양구병의 후배 경찰
- 임윤호 : 젊은 조성기 역

### 탈옥수와 감옥 사람들
- 이원종 : 유재만 역 - 탈옥수
- 서현철 : 문종대 역 - 탈옥수
- 이영훈 : 방대식 역 - 탈옥수
- 정진 : 박동팔 역- 탈옥 주도자
- 임현성 : 한상구 역 - 박동팔의 오른팔
- 김기천 : 우문술 역 - 무기수. 무다구치 보물의 위치를 아는 유일한 인물
- 박길수 : 유원술 역 - 대한민국 최고의 열쇠기술자
- 미상 - 천상사(30대) 역 - 과거의 인물로, 월남 참전 용사

### 그 외
- 리민
- 허선행
- 최철규
- 신원우
- 권유진
- 이규섭

### 특별 출연
- 김기만 : 뉴스 앵커 목소리 역

## 시청률
| 회차 | 방송일          | AGB 시청률 |
| ---- | --------------- | ---------- |
| 1부  | 2015년 3월 20일 | 5.2%       |
| 2부  | 2015년 3월 20일 | 4.1%       |

(시청률 제공 : AGB닐슨 미디어 리서치 코리아)

## 배경 음악
- 정란 - Siren
- 글렌체크 - The Match Open
- Massimo Farao Trio - La Testa
- Ennio Morricone - Il Buono, Il Brutto, Il Cattivo
- Bee Gees - You Should Be Dancing
- 문주란 - 젊은 초원
- Woodkid - Run Boy Run
- Maroon 5 - Animals
- The Foundations - Build Me Up Tuttercup
- Phobia - 적도의 남자

## 같이 보기
- KBS 드라마 스페셜